# VfB Apolda
VfB Apolda is een Duitse voetbalclub uit de stad Apolda, in de deelstaat Thüringen.

## Geschiedenis
De club werd opgericht op 12 mei 1910 opgericht als FC Preußen Apolda en sloot zich aan bij de Midden-Duitse voetbalbond. De club speelde in de tweede klasse van de Oost-Thüringse competitie. In 1912 werd de club kampioen en speelde tegen eersteklasser BC Vimaria Weimar voor de promotie, maar verloor met 4-1. In 1914/15 nam de club wel deel aan de competitie, die door het uitbreken van de Eerste Wereldoorlog in meerdere groepen verdeeld was, echter zijn hier geen resultaten meer van bekend. Na de oorlog fuseerde de club met enkele andere clubs en nam zo de naam VfB Apolda aan. De club speelde nu in de tweede klasse van de Kreisliga Thüringen, waar ook stadsrivaal SC Apolda speelde. In 1921 werd de club groepswinnaar en nam deel aan de eindronde. Het is niet bekend of de club promotie kon afdwingen, vermoedelijk wel omdat de andere clubs aan de eindronde allen promoveerden maar de club speelde het volgende seizoen geen competitievoetbal, maar maakte wel een terugkeer in 1922 en mocht toen in de Kreisliga spelen, waar ze vierde op zes clubs werden. Na dit seizoen werd de Kreisliga ontbonden en werd de Oost-Thüringse competitie als Gauliga Ostthüringen heringevoerd. In 1925 nam de club het huidige stadion Große Aue in gebruik en wijdde dit in met een vriendschappelijke wedstrijd tegen VfR Fürth. De club werd vicekampioen in 1925/26 en plaatste zich zo voor de Midden-Duitse eindronde voor vicekampioenen en werd daar meteen uitgeschakeld door VfB Pößneck. Twee jaar later werd de club opnieuw vicekampioen, met één punt achterstand op rival SC Apolda. De club bleef in de subtop en werd in 1931/31 opnieuw vicekampioen, deze keer achter 1. Jenaer SV 03.
In 1933 werd de competitie geherstructureerd nadat de NSDAP aan de macht kwam in Duitsland. De Midden-Duitse bond en al zijn competities verdwenen en maakten plaats voor de Gauliga Mitte en Gauliga Sachsen. Enkel kampioen Jena plaatste zich voor de Gauliga en verder nog twee clubs voor de Bezirksklasse Thüringen. Doordat de club slechts vijfde eindigde bleef VfB in de Oost-Thüringse competitie, die nu als Kreisklasse Ostthüringen nog maar de derde klasse was. De club werd meteen kampioen in 1934 maar kon via de eindronde geen promotie afdwingen. Een jaar later lukte dat wel. Na een plaats in de middenmoot werd de club derde in 1937. Na nog een vijfde plaats volgde in 1939 een degradatie. 
Na de Tweede Wereldoorlog werden alle Duitse clubs ontbonden. De club werd heropgericht als OST Apolda en speelde geen noemenswaardig rol in het DDR-tijdperk. Na de Duitse hereniging werd opnieuw de historische naam aangenomen op 25 juli 1990.